# Người Argentina gốc Á
Người Argentina gốc Á đề cập đến người Argentina có nguồn gốc châu Á là công dân hoặc cư dân của Argentina. Người Argentina gốc Á định cư ở Argentina với số lượng lớn trong một số làn sóng nhập cư trong thế kỷ XX. Chủ yếu sống trong các khu phố riêng của họ ở Buenos Aires, nhiều người hiện đang sở hữu các doanh nghiệp của riêng họ với quy mô khác nhau - chủ yếu là hàng dệt may, bán lẻ tạp hóa và nhà hàng kiểu tự chọn. Dân số Argentina gốc Á nhỏ thường giữ một cấu hình thấp, và được xã hội Argentina lớn hơn chấp nhận.

## Lịch sử
Người Argentina gốc Á chủ yếu di cư theo ba đợt. Làn sóng đầu tiên bao gồm những người nhập cư Nhật Bản (phần lớn đến từ tỉnh Okinawa), đã đến với số lượng nhỏ trong đầu thế kỷ XX. Sự lật đổ của Juan Perón vào năm 1955 đã dẫn đến một thời kỳ dài bất ổn và bất ổn kinh tế bắt nguồn từ nhập cư Nhật Bản sau năm 1960. Làn sóng thứ hai bao gồm chủ yếu là các doanh nhân Hàn Quốc, định cư tại Buenos Aires trong những năm 1960, và làn sóng thứ ba chủ yếu gồm các doanh nhân Trung Quốc, họ định cư ở Buenos Aires trong những năm 1990.
Vào giữa những năm 1990, người Argentina gốc Á đã hoạt động chính trị, với một ví dụ về một đảng chính trị là một văn phòng đảng Unidad Básica (Peronist) đặc biệt dưới cái tên Unión de Residentes Taiwaneses Justicialistas ("Liên minh cư dân Đài Loan chính thống) Khu phố Tàu Arribeños & Mendoza của thành phố Buenos Aires. Chi nhánh này sau đó đóng cửa, có lẽ là khi sự đồng hóa tiếp tục, trong khi một Unidad Básica thông thường mở trên đường phố.